# Kwon Soon-Woo
Kwon Soon-Woo (koreansk: 권순우, født 2. december 1997 i Sangju, Sydkorea) er en professionel tennisspiller fra Sydkorea.